# Magyar időszaki lapok a 19. században
A 19. századi magyar időszaki lapok közé tartoznak a 19. század folyamán Magyarországon (bármely nyelven) megjelenő, illetve a Magyarországon kívül magyar nyelven megjelenő vagy magyar témájú időszaki lapok.

## Előzmények
A 18. században indult hírlapok közül néhány a 19. század folyamán is megjelent. Ezek voltak például Magyar Kurir (1787–1834), Magyar Hírmondó (1803-ig), Siebenbürger Zeitung (Nagyszeben) 1837-ig, Vereinigte Ofner-Pester Zeitung (később Pester Zeitung) 1799–1850-es évek (Pest).

## A 19. század elején indult hírlapok
A Kultsár István által alapított Hazai s Külföldi Tudósítások 1806. július 2-án indult és 1842 végén szűnt meg.

## Magyar hírlapok areformkorban
Az 1825. évi országgyűlés meghozta a politikai élet fellendülését, és ez együtt járt az időszaki sajtónak újjáalakulásával. A hazai lapok, a modern külföldi hírlapok előhaladásával lépést tartva, szintén igyekeztek az igényeknek megfelelni. Így indult meg a Jelenkor. Ez a hírlap már többet foglalkozott a közügyekkel, a megyei élet mozzanataival, sőt társlapja, a Társalkodó kiterjeszkedett a hazai iparra és művészetre; a nyelvújítás, az új szavak közkeletűvé tétele körül pedig éppenséggel vezető szerepet látszott vinni. Mindez azonban csak kísérlet volt, amely egyengette az utat a tulajdonképpeni magyar hírlapirodalom fellendüléséhez.
Kossuth Lajosnak jutott az érdem, hogy a modern magyar hírlapirodalmat megalapítsa az 1841. január 2-án megindult Pesti Hírlapjával, amely mindenben megfelelt az akkori műveltebb igényeknek; a szabadelvű haladást és fokozatos reformot tűzte zászlajára, merész eszméit hangoztatta; ezek akkor még koraiaknak tűnvén, erős politikai vitákat gerjesztettek; de azért ő mint bátor harcos, a meggyőzés fegyverével küzdött mindaddig, míg a bécsi körökben politikai iránya vészteljesnek nem tűnt és kiadója, Landerer Lajos hogy lapját megmentse, megvonta tőle a szerkesztést, és 1844 júliusában Szalay Lászlóra bízta. Ennek a hírlapnak a példájára az akkori politikai lapok egytől-egyig megváltoztatták arculatukat, és addigi száraz, egyhangú tudósításaik stílusát élesebb hangnemre váltották. Ilyen hírlapok voltak akkoriban: a Hírnök, a Világ, a Nemzeti Újság, az Erdélyi Hiradó, a Mult és Jelen és a Budapesti Híradó. Hírlapirodalmunk fellendülése és a hírlapolvasók számának szaporodása szülte a szépirodalmi lapok keletkezését; így keletkezett a Regélő (1833), amely szintén a kor igényeinek felelt meg, amikor Pesti Divatlappá változott át (1842), és ezzel együtt tartalmát is igyekezett érdekesebbé tenni. Már az 1840-es években egyszerre három szépirodalmi lapunk volt: a Honderű, a Pesti Divatlap és az Életképek; 1847-ben pedig megjelent Erdélyi János Magyar Szépirodalmi Szemléje, amely a Kisfaludy Társaság közlönye volt. A vidéki időszaki sajtó ebben az időben még német nyelvű volt, így Pozsonyban, Nagyszebenben, Brassóban, Kassán, Aradon, Temesvárt és Győrött. Magyarul csak a Debreczen–Nagyváradi Értesítő (1842) című hirdetési lap jelent meg akkor, amikor Kovács Pál dr., a győri Vaterlandot magához váltotta, és megalapította az első szépirodalmi és vegyes tartalmú magyar vidéki hírlapot, a Hazánkat (1847).

## Az1848–49-es forradalom és szabadságharcalatt
Az 1848. márciusi napok meghozták a cenzúra eltörlését; ez az időszaki sajtót is felszabadította béklyóiból. Ez a kedvező új korszak, amelyben a politikai események iránti érdeklődés is növekedett, gomba módra szaporította a hírlapokat. A tekintélyesebbek (Pesti Hírlap, Budapesti Híradó, Jelenkor és a Nemzeti Újság) napilapokká alakultak át és újabbak keletkeztek, például Márczius Tizenötödike, Esti Lapok, Népelem, Radicállap, Kossuth Hírlapja, Nép Barátja, Közlöny, a kolozsvári Honvéd és Szabadság, a pozsonyi Figyelmező, Komáromi Értesítő és a Komáromi Lapok. A vidéki politikai hetilapok is megszaporodtak a következőkkel: Alföldi Hírlap (Debrecen), Arad Brassói Lap, Brassói Magyar Újság, Debreczeni Lapok, Ellenőr (Kolozsvár), Hadi Lap (Csikszereda), Jelen (Kolozsvár), Kolozsvári Híradó, Szegedi Hírlap, Tiszavidéki Újság (Szeged). Kassán jelent meg az első illusztrált hetilap, az Ábrázolt Folyóirat (március 24-től Képes Újság) és Pesten az első humoros lap, a Charivari. A harc kitörésekor a költők letették a lantot és fegyvert fogtak; ezzel a szépirodalmi lapok is megszűntek, legkésőbb (1848. december 31.) szűnt meg az Életképek. A szaklapok, egyháziak és vegyes tartalmúak, melyek a 40-es években keletkeztek, például a Gazdasági Lapok, a kolozsvári Vasárnapi Újság, Ipar- és Természetbarát, Hetilap, Religio, Katholikus Néplap, Protestáns Egyházi és Iskolai Lap, időközben szintén megszűntek.

## A szabadságharc bukása után a századfordulóig
A szabadságharc után az elnyomatás szomorú Bach-korszaka következett; hírlapirodalmunknak erőszakkal és furfanggal kellett küzdenie a nyelvünket nem értő, nemzetiségünket megvető, s mindentől rettegő hatalommal szemben. Magyar hírlap kiadására csak a nem kompromittáltak kaphattak engedélyt; ezek is az utólagos cenzúra által folytonos zaklatásnak voltak kitéve, hogy ez által elkedvetlenedve, lemondjanak a szerkesztésről, a magyar nép pedig, jövőjén kétségbeesve, mondjon le nemzetiségéről. A hivatalos Magyar Hirlapnak (a német Pester Zeitung mellett) 1849. november 15-től, a kétfejű sasnak címlapjára illesztésével, megengedték, hogy az osztrák kormány rendeleteit szintén közölje magyar fordításban és a policia által jóváhagyott híreket közöljön (címét 1852. július 1-jén Budapesti Hírlapra, majd 1860. december 1-jén Sürgönyre változtatta). A Figyelmező a magyarok elől Pozsonyba vonult, és ott jelent meg osztrák szellemben 1849 végeig. A Hölgyfutárt Nagy Ignác indította meg 1849. november 5-én szépirodalmi tartalommal, hetenként hatszor jelent meg. Ide sorolhatjuk még ebből az időből a Religiót.
Az 1850-es években a kitartó, erős nemzeti szellem végre lassanként győzedelmeskedett a bécsi kormány germanizáló törekvései fölött. A Pesti Napló 1850. március 9. megindult; ezen hírlap is színleg, de kényszerűségből a centralizáció mellett kezdett írni; azonban ez az irány nem tetszett a magyar közönségnek és az előfizetők (400) csekély száma miatt már-már a bukáshoz közel volt; a többször változott szerkesztők mindent elkövettek, hogy a policia nyomása ellenében is fenntartsák a lapot, a nemzeti érzelem ezen egyedüli tolmácsát; ami sikerült is nekik, mert a nemzetiség elnyomására irányult törekvések a nemzet ellenállásán mindenütt hajótörést szenvedtek.

## Politikai napilapok
A Magyar Sajtó (1855-ben Bécsben jelent meg, 1857-től Pesten); a többi politikai napilapok így következtek keletkezésük szerint: 
- 1860-ban az Idők Tanuja, Pesti Hirnök
- 1861-ban Alföld (Arad)
- 1863-ban A Hon
- 1867-ben Budapesti Közlöny, Magyar Újság, Esti Lap, Magyar Polgár (Kolozsvár)
- 1868-ban Magyar Állam
- 1869-ben az Ellenőr, Szabad Egyház
- 1870-ben a Reform. Nagyvárad; 1871. Kelet (Kolozsvár), Gyors Posta
- 1872-ben a Magyar Politika, Temesi Lapok, Szabad Sajtó
- 1874-ben a Baloldal, Középpárt
- 1875-ben a Jelenkor, Közérdek, Nemzeti Hírlap, Független Polgár, Egyetértés
- 1876-ban a Kelet Népe, Budapesti Napilap
- 1877-ben Magyar Hírlap, Közvélemény, Pozsonyvidéki Lapok, Magyar Korona, Budapest, Szegedi Napló
- 1878-ban a Pesti Hírlap,
- 1879-ben a Magyarország, Magyar Lapok, Független Hirlap, Nagyvárad (előbb hetilap), Bihar (előbb hetilap)
- 1880-ban a Függetlenség, Új Budapest, Szegedi Hiradó (előbb hetilap), Ellenzék (Kolozsvár), Délmagyarországi Lapok (Temesvár), Délmagyarországi Közlöny
- 1881-ben az Alkotmány, Arad és Vidéke, Kolozsvári Közlöny, Budapesti Hírlap;
- 1882-ben a Nemzet
- 1883-ban a Nemzeti Újság
- 1884-ben a Kitartás, Szabadság (előbb hetilap, Nagyvárad);
- 1887-ben a Hazánk, Budapesti Újság, Kolozsvár
- 1888-ban a Kis Újság, Erdélyi Híradó
- 1890-ben a Magyarság (Kolozsvár)
- 1891-ben a Magyar Szó (Nagyvárad), Debreceni Ellenőr, Nyugatmagyarországi Hiradó (előbb hetilap), Magyar Hírlap, Debreceni Hírlap, Magyar Újság
- 1892-ben a Pécsi Napló
- 1893-ban az Esti Lap, Szabad Szó, Honvéd
- 1894-ben a Magyarország, Hazánk, Felső-Magyarország (Kassa), Nemzeti Újság, Magyar Estilap, Debreczeni Reggeli Újság, Fővárosi Lapok
- 1895-ben a Pécsi Figyelő (előbb hetilap), Soproni Hírlap, Zombor és Vidéke (előbb hetilap), Tiszántúl (Nagyvárad)

## Politikai hetilapok
- 1834. Garasos Tár
- 1834. Vasárnapi Újság (1834–1848)
- 1855. Politikai Újdonságok
- 1856. Kolozsvári Közlöny
- 1857. Napkelet (1857–1862)
- 1857. Győri Közlöny
- 1862. Bihar
- 1863. Eger
- 1865. Máramaros
- 1866. Somogy, Pesti Hírlap, Magyar Néplap
- 1867. Pécsi Lapok, Heti Posta, Igazmondó, Ung, Alföldi Hírlap (Debrecen), Vasmegyei Lapok
- 1868. Hírmondó, Kecskeméti Lapok, Nép Zászlója
- 1869. Arany Trombita, Székely Hirlap, Debreczen, Békés
- 1870. Maros, Nagyvárad
- 1871. Nemere (Brassó), Sopron
- 1872. Szombati Lapok, Abaúj-Kassai Közlöny
- 1873. Kecskemét, Szentesi Lap, Képes Néplap és Politikai Hiradó, Nógrádi Lapok
- 1875. Kassa és Vidéke, Szabadság (Nagyvárad)
- 1876. Zala, Újvidék, Békésmegyei Közlöny, Szolnok-Doboka
- 1877. Magyar Korona
- 1878. Kalocsai Néplap, Háromszék, Bácska
- 1879. Magyar Népvilág, Orosházi Közlöny
- 1880. Hazánk (Győr), Gyöngyösi Lapok
- 1881. Biharmegyei Lapok, Szabadság (Nagyvárad)
- 1882. Békés, Nyitramegyei Lapok, Pécs, Közérdek (Nagyenyed)
- 1883. Székely Nemzet, Szilágy-Somlyó, Szilágy
- 1884. Máramarosi Lapok, Amerikai Nemzetőr
- 1885. Nemzeti Hirlap, Nemzeti Politika, Brassó
- 1886. Bajai Hiradó
- 1887. Félegyháza és Vidéke, Gyulafehérvár, Csiki Lapok
- 1888. Pozsonymegyei Közlöny
- 1889. Vasvármegye, Magyarország, Keresztény Magyarország, Komárommegyei Értesítő, Gyulafehérvári Hirlap, Közérdek (Marosvásárhely), Szamosujvár
- 1891. Nagyváradi Hirlap, Somogyi Hirlap, Aranyos-Vidék (Torda), Besztercze, Brassói Magyar Újság
- 1892. Magyar Néplap, Heti Szemle (Szatmár)
- 1893. Budapesti Néplap
- 1895. Brassói Lapok
- 1896. Fogaras és Vidéke, Maros-Vidék stb.

## Szépirodalmi lapok
- A szépirodalom 1850-ben (a Hölgyfutáron kívül) egy folyóiratra szorult össze, ez a Magyar Emléklapok, majd Magyar Írók Füzetei címen jelent meg és az év végén Pesti Röpívek (utolsó száma Pesti Ivek címen hetilappá alakult át, de mindannyiszor betiltották.
- Ezután következtek: 1852-ben Budapesti Viszhang, Családi Lapok, Csokonai Lapok (Debrecen)
- 1853-ban a Szépirodalmi Lapok, Divatcsarnok, Délibáb
- 1854-ben a Vasárnapi Ujság
- 1855-ben a Nefelejts
- 1857-ben a Szépirodalmi Közlöny, Nővilág, Napkelet
- 1859-ben a Képes Újság
- 1860-ban a Szépirodalmi Figyelő (Arany János lapja), Pesti Hölgydivatlap, Családi Kör
- 1863-ban a Koszorú (Arany János lapja)
- 1864-ben a Fővárosi Lapok
- 1865-ben a Hazánk s a Külföld Magyarország és a Nagyvilág
- 1866-ban a Képes Világ, Magyar Bazár, A Divat
- 1871-ben a Figyelő; 1873. Athenaeum
- 1874-ben a Budapesti Bazár
- 1876-ban a Hölgyfutár (Kolozsvár)
- 1877-en a Petőfi Társaság Lapja, Hölgyek Lapja
- 1878-ban a Képes Családi Lapok, Koszoru (Szana)
- 1879-ben az Ország-Világ
- 1883-ban a Magyar Figaró
- 1888-ban a Divat-Salon
- 1888-ban a Magyar Szemle
- 1890-ben A Hét
- 1891-ben az Élet
- 1892-ben a Magyar Géniusz
- 1894-ben a Jókai, A Külföld
- 1895-ben az Új Idők, Magyar Salon, Élet és Irodalom (Kolozsvár) stb.

## Humoros lapok
A humoros lapok közül az első volt Az Üstökös, amely a Nagy Tükör és Kakas Márton Albuma című folyóiratok utódjaként jelent meg 1858. augusztus 21-étől. Ezután következtek:
- 1860. Bolond Miska
- 1861. Garabonciás Diák, Bohócz, Tatár Péter Fekete Leves
- 1863. Diogenes, Handabanda
- 1865. Ördög Naplója, Füles Bagoly
- 1866. Bakter
- 1867. Kétfejü Sárkány, Ludas Matyi, Denevér
- 1868. Buzogány, Borsszem Jankó, Kandi Klári (Nagy-Kanizsa), Pecsovics
- 1868. Darázs (Szeged)
- 1871. Mátyás Deák
- 1872. Csodabogár, Bolond Istók (1876-ban és 1878-ban is). Obsitos
- 1877. Cigarette, Darázs (Székesfehérvár)
- 1882. Garabonciás Diák (Győr)
- 1886. Urambátyám
- 1887. Mehet
- 1888. Mátyás Diák
- 1893. Herkó Páter
- 1894. Kakas Márton
- 1896. Virgács (Kolozsvár) stb.

## Egyházi és iskolai lapok
Az egyházi és iskolai lapok sorát a Magyar Sion nyitotta meg, amelyet Gyarmathy János szerkesztett 1838-ban Pesten; a II. félévben Szionra változtatta a címét és 1840-ben megszűnt Anastasla című melléklapjával együtt. A Religio és Nevelés 1841. január 3-án keletkezett és folytatása a Religio; a Protestáns Egyházi és Iskolai Lap 1842. április 3-tól 1848 végéig és 1857. január 7-től folytatta pályáját. A 19. század végén is léteztek: Népnevelők Lapja, Néptanítók Lapja, Országos Középiskolai Tanáregyleti Közlöny, Kisdednevelés, Kis Lap, Hasznos Mulattató, Lányok Lapja, Népnevelő, Az Én Újságom, Kis Világ, Nemzeti Iskola, Tanítók Lapja, Magyar Lányok, Katolikus Autonomia stb.; vidéken: Néptanoda (Pécs), Egri Egyházmegyei Közlöny, Népiskolai tanügy, Protestáns Közlöny (Kolozsvár), Egyenlőség (zsidó szemle), Debreceni Protestáns Lap, Sárospataki Lapok, Kelet (Ungvár), Dunántuli Protestáns Lap (Pápa) stb.

## Szaklapok
A szaklapok közül, amelyek a századfordulón is fennálltak, régiségük sorrendjében megemlitendők:

### A budapestiek közül
Gazdasági Lapok, Orvosi Hetilap, Vadász- és Versenylap, Gyógyászat, Gyógyszerészi Hetilap, Jogtudományi Közlöny, Posta-Közlöny, Typographia, Vasúti és Közlekedési Közlöny, Falusi Gazda, Borászati Lapok, Pénzügyi Közlöny, Építő Ipar, Corvina, Községi Közlöny, Magyar Tisztviselő, Vadász-Lap, Vállalkozók Lapja, Büntető Jog Tára, Magyar Kereskedők Lapja, Magyar Pénzügy, A Jog, Magyar Közigazgatás, Színészek Lapja, Magyar Dohány-Újság, Ügyvédek Lapja, Vendéglősök Lapja, A Főváros, Gyógyszerészi Közlöny, Katonai Lapok, Zenelap, Harmonia, Kávésipar Szakközlönye, Technologiai Lapok, Tűzrendészeti Lapok, Magyar Fém- és Gépipar, Kőfaragó, Magyar Pénzügyőr, Vízügyi és Hajózási Közlöny, Czimbalmozók Folyóirata, A Czipész, Gyümölcskertész, Magyar Utazó Kereskedő, Vasút, Asztalosok Lapja, Italmérés, Magyar Czukoripar, Fodrászok és Borbélyok Szakközlönye, Mészárosok és Hentesek Lapja, Szabók Szaklapja, Sport-Világ, Bőripar, Divat-Újság, Könyvkötők Lapja, Magyar Bőripar, Magyar Fakereskedő, Magyarországi Sütőmunkások Szaklapja, Molnárok Lapja, Rendőri Lapok, Szőllészeti Újság, Földmívelési Értesítő, Köztelek, Tarifa-Újság, Magántisztviselők Lapja, Ügyvédek Közlönye, Vendéglősök Lapja.

### A vidékiek közül
Bányászati és Kohászati Lapok (Selmec), 1848–49. Történelmi Lapok (Kolozsvár), Fényképészeti Lapok (Szentendre), Erdőőr (Százsebes), Mezőgazda (Kolozsvár) stb.

### Egyesületi értesítők
Megemlítendő még a számos egyesületi értesítő (Turisták Lapja, Turista-Közlöny, Emke, Balneologiai Értesítő, Millénium stb.).

## Nem politikai jellegű vidéki lapok
A vidéki lapok közül, melyek nem politikai tartalommal jelentek meg ez idő szerint, keletkezésük sorrendjében: Zalai Közlöny, Szepesi hirnök, Borsod, Nagyszombati Hetilap, Szamos, Nyitrai Lapok, Zemplén, Hód-Mező-Vásárhely, Tolnamegyei Közlöny, Bereg, Pápai Lapok, Vágvögyi Lap, Székesfehérvár és Vidéke, Szatmár, Nagybánya és Vidéke, Veszprém, Szabadkai Közlöny, Szolnok-Doboka, Felvidéki Szemle, Nagy-Kunság, Marosvidék, Szatmármegyei Közlöny, Hunyad, Bajai Közlöny, Nagy-Kőrösi Hirlap, Rozsnyói Hiradó, Keszthelyi Hirlap, Felvidéki Közlöny, Krassó-Szörényi Lapok, Orosházi Közlöny, Bácskai Ellenőr, Ungvári Közlöny, Váczi Közlöny, Esztergom és Vidéke, Esztergomi Közlöny, Komáromi Lapok, Nyírvidék, Tata-Tóvárosi Hiradó, Losoncz és Vidéke, Bars, Szegszárd Vidéke, Kőszeg és Vidéke, Békés, Torontáli Közlöny, Orosházi Újság, Zalamegye Félegyházi Hirlap, Rábavidék, Vásárhely és Vidéke, Czegléd, Szilág, Szarvasi Lapok, Munkács, Muraköz, Csiki Lapok, Nagy-Károly és Vidéke stb.

## Folyóiratok
A folyóiratok közül a 19. században Döbrentei Gábor Erdélyi Múzeuma volt az első, ebből 1813-tól 1818-ig tíz füzet jelent meg; ezt követte a Tudományos Gyűjtemény, amely havi füzetekben jelent meg 1817-től 1841-ig Pesten; a Szemere Pál szerkesztésében az Élet és Literatura és a Muzarion (1826–29); Bajza szerkesztésében a Kritikai Lapok (1830. 36, hét füzet); a Magyar Tudományos Akadémia Tudománytára (1834–44) negyedévenként és Értesítője (1840-től) időhöz nem kötve; az Orvosi Tár (1840-től); a Budapesti Szemle (1840–41); Új Nagy Muzeum (1850–60); Falusi Esték (1853); Család Könyve (1855–57); Magyar Nyelvészet (1855–62); Magyar Nép Könyvtára és Magyar Nép Könyve (1855–56); Budapesti Szemle (szerkesztették Csengery Antal és Lónyay Menyhért 1857–69, folytatta 1873-tól Gyulai Pál); Sárospataki Füzetek (1857–69); Hazánk (1858–59, szerkesztette Török János); Magyar Tudományos Értekező (szerkesztették Nagy Iván és Knauz Nándor 1862); Magyar Sion (1863 és ennek folytatása, az Új Magyar Sion).
Az említetteken kívül a következők jelentek meg Budapesten: Erdészeti Lapok, Nyelvtudományi Közlemények, Gyorsirászati Lapok, Századok, Archaeologiai Értesítő, Magyar Mérnök- és Építész- Egylet Közlönye, Természettudományi Közlöny, Földtani Közlöny, Magyar Nyelvőr, Földrajzi Közlemények, Statisztikai Havi Füzetek, A Ludovica Académia Közlönye, Magyar Igazságügy, Magyar Könyv-Szemle, Polgári Iskola, Egyetemes Philologiai Közlöny, Magyar Méh, Természetrajzi Füzetek, Közgazdasági Szemle, Történelmi Tár, Veterinarius, Nemzeti Nőnevelés, Magyar Ipar, Magyar Szalon, Turul, Magyar-Zsidó Szemle, Művészi Ipar, Magyar Philosophiai Szemle, Bölcseleti Folyóirat, Katholikus Szemle, Egészség, Magyar Nyomdászat, Hadtörténelmi Közlemények, Protestáns Szemle, Ethographia, Irodalomtörténeti Közlemények, Klinikai Füzetek, Magyar Orvosi Archívum, Mathematikai és Physikai Lapok, Otthon, Athenaeum, Magyar Paedagogia stb.
A vidékiek közül: Keresztény Magvető, Történelmi és Régészeti Értesítő, Orvos-Természettudományi Értesítő, Magyar Növénytani Lapok, Gondolat, Magyar Földmíves, Vegytani Lapok (1882–1889), Mezőgazdasági Szemle, Erdélyi Muzeum, Beregmegyei Tanügy, Máramarosi Tanügy, Borromaeus, Magyar Sion, Armenia, Rózsa-Újság, Unitárius Közlöny, Petőfi-Muzeum, Erdély (honismertető lap, Kolozsvár), Ungaria (magyar-román szemle, Kolozsvári, Erdélyi Gazda, Méhészeti Közlöny (Kolozsvár) stb.

## Statisztikák
Hirlapirodalmunk emelkedését legjobban kitüntethetjük statisztikai kimutatással. ebből is meggyőződhetünk, hogy a nevezetesebb politikai események szülik a hírlapokat; ezek pedig nevelik és szaporítják a hirlapolvasó közönséget. Míg 1830-ban tíz magyar hirlap és folyóirat jelent meg, addig 1840 elején 16 volt a számuk; 1847. 33, 1848–49, 86, 1850. 9, 1854. 20, 1861. 52, 1862. 65, 1863. 80, 1864. 70, 1865. 75, 1866. 81, 1867. 80, 1868. 140, 1869. 163, 1870. 146, 1871. 164, 1872. 198, 1873. 201, 1874. 208, 1875. 246, 1876. 240, 1877. 268, 1878. 281, 1879. 324, 1880. 368, 1881. 356, 1882. 412, 1883. 427, 1884. 482, 1885. 494, 1886. 516, 1887. 539, 1888. 561, 1889. 600, 1890. 636, 1891. 645, 1892. 676, 1893. 699, 1894. 735, 1895 elején 806 hírlap és folyóirat jelent meg magyar nyelven.
Ennek ellenében volt német 1871. 85, 1875. 78, 1876. 71, 1877. 85, 1878. 96, 1879. 103, 1880. 114, 1881. 120, 1882. 104, 1883. 136, 1884. 151, 1885. 141, 1886. 160, 1887. 146, 1888. 126, 1889. 118, 1890. 110, 1891. 132, 1892. 122, 1893. 115, 1894. 127, 1895 elején 128 német nyelvü hirlap és folyóirat jelenik meg hazánkban. (Ezek közül nevezetesebbek: a Pester Lloyd, amely 1854-től, az 1867–76 között megjelent Ungarischer Lloyd és a Neues Pester Journal 1870-től járt). Összesen pedig az idegen nyelvűekkel együtt 1871-ben 345 hírlap és folyóirat jelent meg. 1875. 369, 1877. 414, 1879. 508, 1880. 565, 1882. 568, 1884. 719, 1886. 758, 1890. 803, 1895 elején pedig 1003 hírlap és folyóirat jelent meg hazánkban; ebből 15 325 főre esik 1.
1780 óta magyar nyelvű hirlap és folyóirat megjelent összesen 3397-féle, körülbelül 14 013 évfolyamban, politikai napilap 140, politikai hetilap 254, vegyes tartalmú, képes lap 59, egyházi s iskolai lap 199. szépirodalmi s vegyes tartalmú lap 247, humoros lap 146, szaklap 651, vidéki lap (nem politikai tartalommal) 670, hirdetési lap 80, vegyes melléklap 192, folyóirat 761. Az összes idén megjelenő magyar hírlapok és folyóiratok évi előfizetési ára 3192 forint.
Hirlapirodalmunk növekedésével mindinkább szükségessé vált, hogy irodalmunk ezen fontos anyagát egybegyűjtsük, megőrizzük és a hírlapokat teljes példányokban juttassuk az utókorra. Trefort Ágoston vallás- és közoktatásügyi miniszteré az érdem, hogy ezt az ötletet megvalósította, 1884. június 30-ra a miniszter ankétot hívott össze, ahol elhatározták a hazai hirlapok összegyüjtését és megőrzését; helyéül pedig a Magyar Nemzeti Múzeum könyvtárát jelölték ki. A hírlapkönyvtár (amely jelenleg a múzeum egyik osztályát képezi) felállításával, rendezésével és kiegészítésével (1888. november 9. óta mint hírlaptárőr annak vezetésével is) idősebb Szinnyei József et, az egyetemi könyvtár első őrét, bízták meg; aki is a múzeumi készletet alapul véve, azt az egyetemi s a magyar tudományos akadémiai könyvtárban levő példányokkal kiegészítette; továbbá három évi hivatalos utazást tett az országban, a hiányoknak folytatólagos kiegészítése és a köteles példányoknak rendes beküldése céljából. A hírlaptárat 1888 végén állították fel külön helyiségében, mely később karzattal ellátott bútorzatot kapott, 1889. január elején pedig megnyílt a kutatóközönség számára. Beérkezett a hírlapkönyvtárba 1889. 653 hírlap (41725 számmal), 1890. 733 (60167 sz.), 1891. 765 (46782 sz.), 1892. 735 (47679 sz.), 1893. 824 (56977 sz.), 1894. 975 (62555 sz.), 1895. 909 (56837 sz.). A havi s negyedéves folyóiratokat a könyvtár nyomtatványi osztályában a könyvekkel és egyéb füzetekkel együtt kezelték. Magyarországi hirlap van a hirlapkönyvtárban: magyar nyelvű 1047-féle, német 329, szláv, rumén stb. 105. összesen 2481 féle, körülbelül 10 000 évfolyammal. Még azt is megjegyezhetjük, hogy a mi hírlaptárunk, a maga teljességében, páratlan volt a kontinensen. A hírlaptár értékét és használhatóságát csak emelik a megelőzőleg készült és nyomtatásban is megjelent Repertoriumok. Hogy a hírlaptárat a nagyközönség milyen mértékben használtata, kimutatják a következő számok: 1869. 1249 egyén, 1890. 1317, 1891. 1765, 1892. 1245, 1893. 1034, 1894. 1619 és 1895. 1388. látogatója volt."